# Ostichthys
Los candiles o carajuelos del género Ostichthys son peces marinos de la familia holocéntridos, distribuidos por aguas tropicales de todos los océanos del mundo, el mar Caribe y el Golfo de México.
Tienen el cuerpo comprimido lateralmente con fuertes espinas, de color generalmente rojo con manchas normalmente rayas horizontales. Viven a poco profundidad asociados a arrecifes en aguas cálidas.

## Especies
Existen 11 especies válidas en este género:
- Ostichthys acanthorhinus (J.E. Randall, Shimizu y Yamakawa, 1982)
- Ostichthys archiepiscopus (Valenciennes, 1862)
- Ostichthys brachygnathus (J.E. Randall y R.F. Myers, 1993)
- Ostichthys delta (J.E. Randall, Shimizu y Yamakawa, 1982)
- Ostichthys hypsipterygion (J.E. Randall, Shimizu y Yamakawa, 1982)
- Ostichthys japonicus (G. Cuvier, 1829)
- Ostichthys kaianus (Günther, 1880)
- Ostichthys ovaloculus (J.E. Randall y Wrobel, 1988)
- Ostichthys sandix (J.E. Randall, Shimizu y Yamakawa, 1982)
- Ostichthys sheni (J.P. Chen, K.T. Shao y H.K. Mok, 1990)
- Ostichthys trachypoma (Günther, 1859) - Candil de lo alto